# Сухасіддхі

Сухасіддгі Біла

Сухасіддхі (བདེ་བའི་དངོས་གྲུབ།, bde ba'i dngos grub; розквіт XI століття) була індійським вчителем буддизму Ваджраяни, йогіні та майстром медитації.
Вона вважається однією з двох жінок-засновниць буддизму школи Шанґпа Каг'ю, буддизму Ваджраяни, разом з дакинею Нігума.

## Історія
Вона народилася в західному Кашмірі у багатодітній бідній родині. Мати трьох синів і трьох доньок, одного разу вона дала жебракові єдину їжу в будинку і була вигнана з дому.
Вона подорожувала до Огіяни(Orgyen), яка вважалася країною даків і дакіні.
Оселилась там, почала вирощувати солод (імовірно) та виготовляти пиво власноруч, яке продавала.
Вона познайомилась Avadhutima, йогічним консортом Вірупи, яка часто приходила купувати пиво для майстра. Одного дня, взнавши що пиво споживає не молода дівчина а великий йогін, вона віддала безкоштовно найкращу порцію свого пива. Вірупа, магасіддга, запросив її до себе у ліс, де він практикував. Сухасіддхі без вагань погодилась, після першої зустрічі він став її гуру. Дуже швидко Сухасіддхі повністю реалізувалася і разом з Нігумою, а також Рахулою, Майтріпадою та Ваджрасапаною стали корінними гуру тибетського йога Кхджунгпо Налджіор, який заснував школу тибетського буддизму Шанґпа Каг'ю.

## Вчення
У короткому вченні Сухасіддхі з «шангс па мгур мтшо», вона вимовила цю пісню:
Відокремлюючись від об'єктів шести почуттів,
Відчути недумство — це шлях, який веде далі.
Простір кінцевої реальності неконцептуальний.
Магамудра позбавлений розумової діяльності.
Не медитуйте! Не медитуйте! Не займайтеся медитацією, створеною розумом!
Медитація, створена розумом, — це цикл оман!
Концептуальні думки — це кайдани, що зв'язують вас із сансарою.
Відвернувшись від концептуального розуму, немає медитації!
Простір порожній і неконцептуальний!
Корінь концептуального розуму, відрізати!
Відріжте цей корінь, а потім розслабтеся!
Так було сказано.